# Araneus bufo
Araneus bufo este o specie de păianjeni din genul Araneus, familia Araneidae. A fost descrisă pentru prima dată de Denis, 1941.
Este endemică în Insulele Canare. Conform Catalogue of Life specia Araneus bufo nu are subspecii cunoscute.